# ويليام ك. روبنسون
ويليام ك. روبنسون (بالإنجليزية: William C. Robinson)‏ هو نقابي وسياسي بريطاني (وحمل سابقاً جنسية المملكة المتحدة لبريطانيا العظمى وأيرلندا)، ولد في 12 يوليو 1861، وتوفي في 11 يونيو 1931. حزبياً، نشط في حزب العمال. في الانتخابات العامة في المملكة المتحدة 1922 ‏، انتخب عضو برلمان المملكة المتحدة الـ32 عن دائرة Elland (UK Parliament constituency) ‏ (15 نوفمبر 1922 – 16 نوفمبر 1923) وفي الانتخابات العامة في المملكة المتحدة 1924 ‏، انتخب عضو برلمان المملكة المتحدة الـ34 عن دائرة Elland (UK Parliament constituency) ‏ (29 أكتوبر 1924 – 10 مايو 1929).